# Choros nr. 7
Choros nr. 7 is een compositie van de Braziliaanse componist Heitor Villa-Lobos. Het werk maakt deel uit van een serie van 15 à 16 werken met dezelfde naam, afhankelijk van de geraadpleegde bron. De naam is dan ook het enige bindmiddel tussen de werken, er zijn meer verschillen dan overeenkomsten. Choros nr. 7 is een van de korter durende uit de serie, wellicht met uitzondering van de nummers 13 en 14, doch die zijn zoek.
Choros nr. 7 is geschreven voor een septet bestaande uit dwarsfluit, hobo, klarinet, fagot, altsaxofoon, viool, cello aangevuld met tamtam op de achtergrond; dat laatste instrument staat niet bij de overige leden, maar apart op afstand; het geeft het iets mysterieus mee. Het is een smeltkroes van polka's, walsen en Braziliaanse ritmes met daarover een vleugje Le Sacre du printemps van Igor Stravinsky. Door alles door elkaar heen te mengen ontstaat het idee dat het een improvisatie is; hetgeen dus niet het geval is. De eerste uitvoering vond plaats in Rio de Janeirio. Villa-Lobos heeft het werk in 1934 zelf opgenomen.

## Bron en discografie
- Opname BIS Records